# Cannes-Écluse
Cannes-Écluse és un municipi francès, situat al departament del Sena i Marne i a la regió d'Illa de França. L'any 2007 tenia 2.603 habitants.
Forma part del cantó de Montereau-Fault-Yonne, del districte de Provins i de la Comunitat de comunes del Pays de Montereau.

## Demografia

### Població
El 2007 la població de fet de Cannes-Écluse era de 2.603 persones. Hi havia 875 famílies, de les quals 161 eren unipersonals (62 homes vivint sols i 99 dones vivint soles), 338 parelles sense fills, 335 parelles amb fills i 41 famílies monoparentals amb fills.
La població ha evolucionat segons el següent gràfic:
Habitants censats

### Habitatges
El 2007 hi havia 937 habitatges, 875 eren l'habitatge principal de la família, 17 eren segones residències i 44 estaven desocupats. 808 eren cases i 126 eren apartaments. Dels 875 habitatges principals, 674 estaven ocupats pels seus propietaris, 172 estaven llogats i ocupats pels llogaters i 29 estaven cedits a títol gratuït; 6 tenien una cambra, 72 en tenien dues, 131 en tenien tres, 270 en tenien quatre i 396 en tenien cinc o més. 653 habitatges disposaven pel capbaix d'una plaça de pàrquing. A 390 habitatges hi havia un automòbil i a 403 n'hi havia dos o més.

### Piràmide de població
La piràmide de població per edats i sexe el 2009 era:
| Homes | Edats   | Dones |
| ----- | ------- | ----- |
| 8     | 95 o +  | 12    |
| 0     | 90 a 94 | 4     |
| 12    | 85 a 89 | 16    |
| 8     | 80 a 84 | 12    |
| 28    | 75 a 79 | 52    |
| 40    | 70 a 74 | 36    |
| 64    | 65 a 69 | 100   |
| 68    | 60 a 64 | 52    |
| 56    | 55 a 59 | 52    |
| 96    | 50 a 54 | 84    |
| 80    | 45 a 49 | 92    |
| 64    | 40 a 44 | 76    |
| 96    | 35 a 39 | 92    |
| 64    | 30 a 34 | 60    |
| 80    | 25 a 29 | 68    |
| 56    | 20 a 24 | 68    |
| 76    | 15 a 19 | 52    |
| 60    | 10 a 14 | 88    |
| 60    | 5 a 9   | 92    |
| 56    | 0 a 4   | 48    |

## Economia
El 2007 la població en edat de treballar era de 1.685 persones, 1.176 eren actives i 509 eren inactives. De les 1.176 persones actives 1.092 estaven ocupades (603 homes i 489 dones) i 84 estaven aturades (33 homes i 51 dones). De les 509 persones inactives 162 estaven jubilades, 214 estaven estudiant i 133 estaven classificades com a «altres inactius».

### Ingressos
El 2009 a Cannes-Écluse hi havia 916 unitats fiscals que integraven 2.319 persones, la mediana anual d'ingressos fiscals per persona era de 20.477 €.

### Activitats econòmiques
Dels 63 establiments que hi havia el 2007, 1 era d'una empresa extractiva, 1 d'una empresa alimentària, 2 d'empreses de fabricació de material elèctric, 1 d'una empresa de fabricació d'altres productes industrials, 11 d'empreses de construcció, 15 d'empreses de comerç i reparació d'automòbils, 8 d'empreses de transport, 5 d'empreses d'hostatgeria i restauració, 1 d'una empresa d'informació i comunicació, 2 d'empreses financeres, 2 d'empreses immobiliàries, 1 d'una empresa de serveis, 9 d'entitats de l'administració pública i 4 d'empreses classificades com a «altres activitats de serveis».
Dels 18 establiments de servei als particulars que hi havia el 2009, 3 eren tallers de reparació d'automòbils i de material agrícola, 1 paleta, 1 fusteria, 4 lampisteries, 2 electricistes, 1 empresa de construcció, 1 perruqueria, 3 restaurants, 1 agència immobiliària i 1 saló de bellesa.
Dels 6 establiments comercials que hi havia el 2009, 1 era un hipermercat, 1 un supermercat, 1 una botiga de menys de 120 m², 1 una botiga de congelats, 1 una peixateria i 1 una joieria.

## Equipaments sanitaris i escolars
L'únic equipament sanitari que hi havia el 2009 era una farmàcia.
El 2009 hi havia 1 escola maternal i 1 escola elemental.
Cannes-Écluse disposava d'un centre de formació no universitària superior.

## Poblacions més properes
El següent diagrama mostra les poblacions més properes.